# Aníbal Torres
Aníbal Torres Vásquez (Chota, 28 dicembre 1942) è un politico, avvocato e giurista peruviano.

## Biografia
Nato nella città di Chota il 28 dicembre 1942, si laurea in giurisprudenza e in scienze politiche presso l'Universidad Nacional Mayor de San Marcos. Successivamente studia diritto civile e commerciale all'Università "La Sapienza" di Roma.
È stato direttore e decano dell'Ordine degli Avvocati di Lima, decano della facoltà di diritto e scienze politiche dell'UNMSM ed è inoltre autore di varie pubblicazioni riguardanti il diritto civile e amministrativo.

### Carriera politica
Entra in politica nel 2011, candidandosi alle elezioni generali del 2011 all'interno dell'alleanza politica di Ollanta Humala. Non viene eletto.
In occasione del primo turno delle elezioni del 2021 sostiene il partito di centro-destra Azione Popolare guidato dal politico Yonhy Lescano. Al secondo turno appoggia invece Pedro Castillo col partito Perù Libero, partito che risulterà il vincitore.
Il 30 luglio dello stesso anno viene nominato ministro della giustizia e dei diritti umani dallo stesso Castillo. Rimane in carica fino al febbraio 2022, quando giura come presidente del consiglio dei ministri davanti al presidente peruviano, diventando il quarto capo di gabinetto in meno di un anno nell'amministrazione Castillo.
Nell'agosto 2022 tenta di dimettersi dall'incarico, indicando motivi personali, ma il presidente della repubblica rifiuta le dimissioni.
Accoglie invece le dimissioni nel novembre successivo nate a causa di alcune controversie con il congresso. Al suo posto subentra Betssy Chávez, ministra della cultura.